# Giove a Pompei
Giove a Pompei è una commedia musicale composta congiuntamente da Umberto Giordano e Alberto Franchetti, su libretto di Luigi Illica e Ettore Romagnoli. La commedia musicale fu rappresentata per la prima volta al Teatro La Pariola di Roma il 5 luglio 1921.
Gli interpreti della prima rappresentazione furono:
| Ruolo           | Interprete         |
| --------------- | ------------------ |
| Parvolo Patacca | Riccardo Massucci  |
| Aribobolo       | Francesco Greggio  |
| Marcus Pipa     | Francesco Fortezza |
| Giove           | Luigi Merazzi      |
| Lalage          | Emilia Bassi       |
| Calpurnia       | Alberta Raffaelli  |

L'orchestra era diretta da Ezio Virgili.
Il lavoro di composizione era iniziato già nel 1899, ma, anche per lo scarso interesse dei musicisti, proseguì per oltre vent'anni. Illica morì prima che fosse completato e gli ultimi aggiustamenti al libretto furono apportati da Romagnoli.
Alla prima rappresentazione la commedia musicale fu accolta con grande successo. La musica fine e originale piacque molto al pubblico, che applaudì molto fin dal primo atto, poi nel secondo vi fu un crescendo di successo con applausi di ogni pezzo, confermato dal terzo atto. Di grande aiuto per la riuscita dello spettacolo furono i costumi e la sfarzosità della messa in scena.
La commedia musicale è stata riportata in scena nel maggio 2017, dopo 96 anni dalla sua prima e unica rappresentazione, al Teatro Umberto Giordano di Foggia, in occasione delle celebrazioni per il 150º anniversario dalla nascita del compositore foggiano, e riproposta nel luglio del medesimo anno nello scenario degli Scavi archeologici di Pompei presso il Teatro Grande. Nel cast si annoverano: Sergio Vitale (Giove), Daniela Bruera (Lalage), Matteo D'Apolito (Parvolo Patacca), Francesco Pittari (Marcus Pipa), Angela Bonfitto (Calpurnia), Italo Proferisce (Aricia), Graziano De Pace (Macrone Massimo), Orazio Taglialatela Scafati (Ganimede), con la direzione di Gianna Fratta, e la regia di Cristian Biasci.

## Trama

### Atto I
Pompei, 79 d.C. È l'ora terza ante lux. Fervono i preparativi per l'arrivo in città dell'imperatore egizio Faraone XIII. Da tempo i Pompeiani, sotto la autorevole guida di Parvolo Patacca, organizzano finti scavi archeologici sotterrando e dissotterando vecchi cimeli e spacciandoli per antichi ai visitatori di Pompei; tant'è che negli scavi organizzati per il faraone ruzzola maldestramente il capo dei pompieri Marcus Pipa (Per Giove! E' il nuovo scavo preparato!), prima di scambiarsi baci furtivi con Calpurnia, serva del gran sacerdote Aricia e da lui segretamente amata.
Purtroppo Patacca informa che Pompei ha esaurito tutte le anticaglie a disposizione per far colpo sull'imperatore egizio (Avremo un Faraonide sovrano), ma ha già pronta una soluzione: seppellire addirittura le statue degli dei, che per lui non sono altro che "statue senza ombra di valore"; la decisione scatena lo sgomento e l'indignazione del sacerdote Aricia, che dopo aver amaramente constatato che Patacca e i Pompeiani non risparmieranno nemmeno la statua di Giove, il sommo padre degli dei, se ne va via sconfortato gettando la chiave del tempio fra le rovina, gridando che "la religione è morta!".
Procedono dunque i lavori di seppellimento degli dei ad opera di Patacca e dei pompieri guidati da Pipa (Appena un Nume è giù). Nel frattempo giunge in scena Lalage, una giovane campagnola che chiede, invano, ai pompieri di illustrarle dove alloggeranno i soldati provenienti dalle campagne d'Africa, giacché il suo fidanzato, il soldato spavaldo e fanfarone Aribobolo, è soldato di stanza nelle legioni d'Africa (E' tuo volere, o Fato). Lalage, però, viene indirizzata male di proposito dal parrucchiere Macrone, che le dà indicazioni strampalate e in un latino arzigogolato; così l'ingenua e innamoratissima Lalage, si precipita alla ricerca dell'amato Aribobolo (Chiedo trepida all'aure).
Nel frattempo in scena si assiste ad uno scambio di effusioni amorose tra un Coro di Pompieri e di Serve pompeiane (Formose, formosissime), a cui si aggiunge il frizzante duetto d'amore tra Pipa e Calpurnia (Del cor imperatrix). Ma arriva immediatamente la notizia che il Gran Sacerdote Aricia, ancora sconvolto per l'empietà compiuta dai Pompeiani, ha avuto una visione mistica dopo aver visto il fumo degli altari sacrificali andare verso il basso e non già, ritualmente, verso l'alto. 
Intanto i soldati d'Africa, guidati da Aribobolo, giungono finalmente a Pompei, contenti del meritato riposo e della pensione di guerra che riceveranno dopo le loro fatiche in guerra (Qui deponiamo il brando). Anche Aribobolo, desideroso di incontrare la sua Lalage, chiede informazioni a Macrone, il quale, come al solito malignamente, indirizza male anche lui.
Si odono da lontano squilli di trombe: l'Imperatore egizio Faraone XIII è giunto a Pompei accompagnato dalla moglie e dal suo corteo di schiavi. Le Matrone pompeiane lo accolgono degnamente (Quale a mare l'onda queta) accompagnate da Calpurnia, "organizzatrice della lega di resistenza delle matrone" (Grasso passo è religioso). All'entrata definitiva di Faraone XIII tutta Pompei inneggia al suo arrivo (Salute al Faraonide sovrano).

### Atto II
Patacca fa da guida al Faraone e alla sua sposa fra gli scavi pompeiani, sempre pronto a rifilargli qualche ... patacca, appunto! Non manca di vantarsi di aver fra le mani addirittura il biberon con cui furono allattati Romolo e Remo, bistrattando malamente la leggenda della lupa, ritenendola una "fandonia". 
Improvvisamente, però, un coro di uomini pompeiani entra in scena balbettando impaurito (Il sa ... sa ... sa... sa... cerdote): Aricia è stato colto da una "sacra sincope", ed ha previsto la rovina di Pompei. Il sacerdote, portato in scena delirante, preannuncia la rovina di Pompei (L'Olimpo di bragia si fè), giacché Giove in persona offeso contro i Pompeiani per la loro empietà, ha addirittura deciso di scendere sulla terra per punire i sacrileghi. L'astuto Patacca, però, non si perde d'animo: ben consapevole della fama di donnaiolo di Giove, propone di offrire al Nume le donne di Pompei, per poter placare le sue ire. Dopo un iniziale disappunto, le donne decidono di "sacrificarsi" per la patria, e anche la moglie del Faraone non si tira indietro per una ... "ragione tanto umanitaria"! Patacca fa firmare a tutte le donne un impegno col quale giurano di concedersi al Nume per la salvezza di Pompei, sicché tutte sfilano davanti a lui in corteo inneggiando all'amore che salva la patria (Suvvia! Salviamo Pompei!).
Il cielo tuona e finalmente Giove, accompagnato da Ganimede, coppiere degli dei e suo factotum personale, scende a Pompei. È un dio ormai vecchio e stanco, pieno di acciacchi e dolorante in ogni punto del corpo: le speranze dei Pompeiani, alla vista del dio "ormai frollo", cominciano a vacillare. Il dio è comunque pronto nel suo intento, e mentre Ganimede dà un'ultima pulita all'arma personale di Giove, il suo fulmine, il padre degli dei, fischiettando, intona un'arietta spensierata (Vien Venere, vien!). 
Sulla scena compare Lalage, sconsolata per non aver trovato ancora il suo Aribobolo: immediatamente Giove ne rimane affascinato e cerca di conquistare la giovane. Lalage, scambiando Giove per un semplice scrivano, essendo analfabeta gli chiede ossequiosamente di leggergli un papiro inviatogli da Aribobolo (Io chiedo dove leggono le lettere). Giove, ignaro e folle di passione, accetta anche gratuitamente; Ganimede, intanto, se la ride ben sapendo che "la vecchia volpe non perde il vizio original". Giove, leggendo il papiro, scopre che si tratta di una lettera d'amore, e se ne va via indignato dopo aver gettato il papiro in casa del sacerdote Aricia.
Il vecchio sacerdote grida al miracolo, interpretandolo come un messaggio degli dei, giacché quel papiro odora d'ambrosia. Il papiro recita "Anima dell'anima mia, sono disceso al primo albergo di Pompei, l'Albergo della Stella!". Lalage, udendo queste parole, comprende che il suo Aribobolo è lì ad aspettarla, e difatti finalmente lo raggiunge. I caratteri dei due innamorati contrastano: lui gagliardo miles gloriosus, lei semplice ragazza innamorata (Io son di sangue ardente ... Amor, amor, sol parlami d'amor); ma la fame di Aribobolo, dopo tante campagne militari, si fa sentire, sicché decide di fiondarsi alla Stella per ordinare tutte le più squisite leccorine (Maccheronea condita). 
Giove vede da lontano la sua amata col rivale Aribobolo, e se ne dispera. Ma un corteo di donne pompeiane immediatamente gli sfila davanti con l'intento di sedurlo, secondo i piani di Patacca. Nonostante un iniziale vacillamento, il Nume è troppo innamorato di Lalage, e fugge via disperato. Patacca, dunque, cerca di corrompere il brillo coppiere Ganimede, promettendogli delle anfore di pregiatissimo vino del Vesuvio a patto che gli riveli chi può far "girare la testa" a Giove: Ganimede, persuasosi facilmente, cede e rivela a Patacca dell'amore di Giove per Lalage, ma rivela anche che non sarà facile procurare la ragazza al Nume, perché il padre degli dei indignato dell'amore fra Lalage e Aribobolo, ha deciso di ripartire e di distruggere comunque Pompei. Ma Patacca decide comunque di tentare, promettendo a Giove "l'astratto e non il concreto"
La giovanetta, però, è disperata: il suo ingordo fidanzato, rimpinzatosi di cibarie alla Stella, non è riuscito a pagare le 128 dramme e 6 nichelini di conto chiestegli dal taverniere, il quale lo trattiene ora in ostaggio all'Albergo. Patacca, dunque, promettendo 500 dramme a Lalage, le chiede collaborazione ad un suo piano: Lalage si incuriosisce, pur tenendosi all'erta (Strofe del Cucù: "Mi disse un dì la mamma"); Patacca, però, le chiede semplicemente di entrare nelle Terme e di uscirne al momento che lui le indicherà. Lalage si convince, e fattasi indicare la strada dal solito Macrone, attende i cenni di Patacca. 
Patacca, però, sapendo che la fanciulla non vuol violare la sua castità e non tradire Aribobolo, decide con l'aiuto di Macrone di far entrare nello stesso camerino di Giove, al buio, un'altra donna, e la scelta ricade su Calpurnia: in questo modo Giove avrà l'illusione di essere con Lalage, e Pompei sarà salva.
Il povero Giove, intanto, rimasto solo sulla scena, si autocompatisce per la sua vecchiaia incalzante che rende ridicolo il suo innamoramento; ma tutto si addolcisce al pensiero della bella Lalage, per la quale Giove sarebbe disposto a rimanere in terra e non tornare più dio (Innamorato alla mia tarda età ... Ma se a Lalage penso). Intanto Patacca, fiondatosi in scena, riesce a strappare a Giove la promessa di risparmiare Pompei promettendo a sua volta al dio il numero del camerino di Lalage nelle terme, che, dice Patacca, gli è stato dato da Lalage in persona per comunicarlo a Giove. Il dio, eccitato, promessa la salvezza di Pompei, si addentra nelle terme; ma intanto Ganimede, ormai ubriacatosi con le anfore promessogli da Patacca, e cacciato malamente dalle terme dopo aver cercato di insidiare delle matrone, fugge via e, intenzionato a vendicarsi, corre ad avvertire Aribobolo della presunta infedeltà di Lalage.
Ovviamente l'irascibile soldato corre alle terme furibondo, distruggendo ogni cosa alla ricerca della fanciulla. Entrando nelle terme al buio, non riconoscendo chi vi è dentro, trascina via alla luce quella che crede essere Lalage, ma scopre sbigottito che è in realtà Calpurnia (O quale qui-pro-quo). Il piano di Patacca è fallito, Aribobolo viene tratto in arresto. Giove va su tutte le furie e ordina a Ganimede di chiamare la sua Aquila e di "telegrafare" a Vulcano: Pompei è spacciata!

### Atto III
Il cielo si rannuvola e il Vesuvio è pronto ad esplodere. I Pompeiani sono terrorizzati (Tuoni! Lampi! Boati! Vampe!). Patacca si trova costretto a rivelare a Lalage il suo piano, malriuscito. Le circostanze sono precipitate, e Pompei è sull'orlo della distruzione: ora Patacca non chiede più l'astratto, ma il concreto. Lalage, dopo molte insistenze, si convince e si sacrifica sul serio per salvare Pompei, e in una struggente romanza dà l'addio alla sua gioventù e alla sua innocenza (O dolci giorni del mio puro april).
Intanto Giove e Ganimede sono pronti a partire, recando al guinzaglio l'irrequieta Aquila. Prima di partire, però, Lalage gli si getta ai piedi supplicandolo di salvare la sua Pompei, essendo disposta, dice, a concedersi a lui. Giove si rallegra, ma purtroppo l'ordine è irrevocabile: Pompei è spacciata, ma i Pompeiani verranno salvati ed eternati in una nuova città storica. Giove concede venti minuti di tempo perché i cittadini raccolgano le proprie cose, prima di dare il segnale dell'eruzione. 
Da lontano, però, si ode il lamento di Aribobolo, rimasto in prigione: Giove, indeciso sul da farsi, viene convinto da Patacca a salvare il suo rivale prima che finisca arrosto nell'eruzione. Ganimede, però, sa bene che, accontentando Giove si sono inimicati Giunone, regina degli dei, rendendo il vecchio Nume di nuovo infedele. Decide dunque di "salvare cavoli e caproni", consegnando una tazza di cecubo a Lalage e consigliandole di offrirla al dio, di modo che la sua tentazione amorosa sparisca per sempre. Il Nume, tornato con Aribobolo, beve il filtro a sua insaputo; rinsavito immediatamente, benedice i due novelli sposi, e saluta definitivamente Pompei, non prima che Ganimede si sia fatto indicare la strada per l'Olimpo dal solito strampalato Macrone.
Le donne pompeiane danno un ultimo passionale saluto al padre degli dei, che dà ordine finalmente a Vulcano di fare fuoco. Il Vesuvio erutta e i Pompeiani restano affascinati a guardare questo speciale spettacolo pirotecnico. 

## Numeri musicali

### Atto I
- Introduzione
  - Scena e Sortita di Patacca: Avremo un Faraonide Sovrano
  - Marcetta degli Dei - Strofe di Patacca ed Entrata di Lalage
  - Valzer di Lalage: Chiedo trepida a l'aure
  - Coro di Serve e di Pompieri: Formose, formosissime
  - Duetto: Del cor imperatrix (Pipa, Calpurnia)
  - Coro dei Soldati: Qui deponiamo il brando (Coro, Aribobolo)
  - Finale primo

### Atto II
- Preludio
- Introduzione
  - Coro dei Pompeiani: Il sa... sa... sa... sa... cerdote ...
  - Visione: L'Olimpo di bragia si fè! (Aricia)
  - Coro di Donne Pompeiane: Suvvia! Salviamo Pompei!
  - Entrata di Giove e Ganimede
  - Canzonetta celeste: Vien, Venere! Vien! (Giove)
  - Terzetto: Io chiedo dove leggono le lettere (Lalage, Giove, Ganimede)
  - Duetto: Io son di sangue ardente (Aribobolo, Lalage)
  - Strofe: Maccheronea condita (Aribobolo)
  - Sfilata e Danza delle Pompeiane
  - Strofe Cucù: Mi disse un dì la mamma (Lalage)
  - Lamento di Giove: Innamorato alla mia tarda età ... Ma se a Lalage penso
  - Entrata dei Pompeiani al Bagno
  - Finale secondo

### Atto III
- Introduzione e Coro: Tuoni! Lampi! Boati! Vampe!
  - Romanza di Lalage: O dolci giorni del mio puro april
  - Finale terzo